# Yosuke Kawai
Yosuke Kawai (河井 陽介 Kawai Yosuke?), född 4 augusti 1989 i Shizuoka prefektur, är en japansk fotbollsspelare.
Kawai började sin karriär 2012 i Shimizu S-Pulse.